# فتاة تسمي نيكيتا
فتاة اسمها نيكيتا (بالفرنسية : La femme Nikita ) هو فيلم إيطالي فرنسي مشترك أكشن إثارة تم إنتاجه عام 1990. تدور القصة حول فتاة استأجرتها المخابرات الفرنسية للعمل معها .

## القصة
نيكيتا هي فتاة تمتاز بذكاء عال تخطط مع العديد من أصدقائها و ذلك للقيام بعملية سطو مُسلح علي أحد الصيدليات المملوكة من قبل والدي أحد أصدقائها. لكن في منتصف عملية السطو ، تم مُهاجمتهم من قبل الشرطة ، وبعد تبادل إطلاق النار بين الشرطة و نيكيتا و زمرتها المُسلح ، نجت نيكيتا فقط ، و لكن تم القبض عليها و حُكم عليها أيضًا بالسجن ثلاثين عامًا لقتلها لشرطي.
فلم تتعاون مع رجال الشرطة بعد القبض عليها. في منتصف قيامها بالعمل في السجن ، يتم تخديرها بدواء معين وفي نفس الوقت يُعلن رسميًا عن وفاتها بسبب تناولها جرعة زائدة من الدواء.
لكن المخابرات الفرنسية تجبرها على التعاون معهم ، وعليه الاختيار بين الموت أو التعاون مع المخابرات الفرنسية. بعد رفضها فكرت ملياً و قررت في النهاية بأنها ليس لديها حل سوي العمل مع المخابرات ، فوافقت نيكيتا على أن يتم تعيينها من قبل المخابرات الفرنسية كقاتلة محترفة. و مهمته الأولى التي أوكلت لها هي اغتيال دبلوماسي فتسير العملية على ما يرام. بهذه الطريقة ، تبدأ نيكيتا حياة جديدة وفي نفس الوقت ، في حياته الشخصية ، تتعرف على عالم جديد وتقيم علاقة رومانسية مع شخص ما. في النهاية ، لا تسير الأمور على ما يرام في مهمة صعبة للغاية ، حيث يتم سرقة سر من سفير في فرنسا.

## موارد
1. ↑  مذكور في: معجم الأفلام العالمية. لغة العمل أو لغة الاسم: الألمانية. الناشر: Zweitausendeins.
2. ↑  وصلة مرجع: http://sfi.se/sv/svensk-filmdatabas/Item/?itemid=18803&type=MOVIE&iv=Basic.
3. ↑  وصلة مرجع: http://www.boxofficemojo.com/movies/?id=lafemmenikita.htm.
4. 1 2  مذكور في: Unifrance. معرف فيلم يونيفرانس: 9052. الوصول: 14 أكتوبر 2020.
5. ↑  La Femme Nikita (1990) - IMDb نسخة محفوظة 2021-04-25 على موقع واي باك مشين.